# Grande Prêmio de Detroit de 1988
Resultados do Grande Prêmio de Detroit de Fórmula 1 realizado em Detroit em 19 de junho de 1988. Sexta etapa do campeonato, foi vencido pelo brasileiro Ayrton Senna, que subiu ao pódio junto a Alain Prost numa dobradinha da McLaren-Honda, com Thierry Boutsen em terceiro pela Benetton-Ford.

## Resumo

### Circuito Urbano de Detroit
A chegada da Fórmula 1 a Detroit em 1982 teve grande valor simbólico para a capital mundial do automóvel, entretanto tal fato ocorreu sob o signo do improviso, pois no afã de criar uma versão norte-americana do Grande Prêmio de Mônaco, os organizadores não concluíram as obras no circuito antes de iniciados os treinos e sequer fixaram corretamente as barreiras de proteção ao redor da pista e, para piorar, Nelson Piquet não se classificou para a corrida devido a problemas no conjunto Brabham-BMW, todavia uma vitória magistral de John Watson, piloto da McLaren, encobriu o amadorismo e as gambiarras que tornaram possível a corrida, a qual foi realizada num circuito de dezessete curvas às margens do Rio Detroit, fronteira natural entre a cidade homônima e Windsor, no Canadá.
Um pneu furado impediu o triunfo de Nelson Piquet em 1983 e com isso Michele Alboreto conquistou a última vitória tanto da Tyrrell quanto do longevo motor Ford V8 desenvolvido pela Cosworth na Fórmula 1, mas o brasileiro, enfim, celebrou o primeiro lugar em 1984. Presença constante em Detroit, o calor danificou o asfalto e a pole position de Ayrton Senna não teve utilidade ante o ímpeto do vitorioso Keke Rosberg, da Williams, em 1985, contudo o brasileiro venceu em 1986 empunhando a bandeira brasileira ao cruzar a linha de chegada, sendo que em 1987 obteve aqui a última vitória da Lotus. Para 1988 o circuito de Detroit foi parcialmente recapeado, mas a inobservância do período de cura do asfalto converteu intenção em empulhação. "Desde 82, quando fui pole position aqui, não escondo de ninguém que não gosto da pista, que na minha opinião não está no nível das outras da Fórmula 1", declarou o bicampeão Alain Prost. Mesmo frisando o descaso dos organizadores em melhorar a pista, o francês reafirmou a intenção de mostrar-se competitivo durante o fim de semana.
Com tantas críticas pairando sobre o circuito de rua, o prefeito de Detroit, Coleman Young, e o presidente da FOCA, Bernie Ecclestone, acertaram a construção de uma pista em Belle Isle, no Rio Detroit, e um novo contrato de quatro anos. Enquanto esse momento não chega, a Minardi anunciou a recontratação de Pierluigi Martini (substituto de Ayrton Senna na Toleman durante o Grande Prêmio da Itália de 1984 e depois piloto da equipe de Giancarlo Minardi em 1985) para o lugar de Adrián Campos, que pediu demissão alegando razões de foro íntimo.

### Recorde igualado no sábado
"Tenho de vencer para manter vivas minhas esperanças de ganhar o campeonato. Prost é um excelente piloto e companheiro de equipe, o melhor. Mas o título pode ser de apenas um. Creio que ele concorda comigo, embora discorde do nome de quem deverá ser o campeão", disse Ayrton Senna antes dos treinos em Detroit ao revelar o óbvio, enquanto ele e o francês apontavam mutuamente o outro como favorito à vitória, a qual parece mais próxima de Senna, uma vez que Prost gosta da pista, historicamente ondulada e com tampas de bueiro e trilhos de trem no seu traçado, mesmo situado na área do suntuoso Renaissance Center. De tão apertado, o local onde situa-se o circuito de Detroit permite apenas a instalação de estruturas improvisadas para abrigar as equipes de Fórmula 1. Falando nisso, Ayrton Senna e Alain Prost marcaram os melhores tempos da sexta-feira reafirmando a excelência da McLaren, embora a Ferrari de Gerhard Berger tenha ficado próxima do bicampeão mundial com os bólidos da Benetton e da Williams vindo a seguir deixando Michele Alboreto em oitavo na outra Ferrari. Um segundo e quatro décimos mais veloz que Alain Prost, o brasileiro disse ser possível melhorar sua marca, caso a pista norte-americana esteja mais limpa e emborrachada no dia seguinte.
Graças ao tempo de sexta-feira, Ayrton Senna não se arriscou tanto quanto deveria e recolheu-se aos boxes enquanto os demais pilotos buscavam o melhor tempo na refrega de sábado. Sem que sua marca fosse quebrada, ele viu Gerhard Berger e Michele Alboreto derrubarem Alain Prost para a quarta posição. Com McLaren e Ferrari nas melhores filas, a Benetton juntou-se à Williams com Thierry Boutsen e Nigel Mansell dividindo o espaço seguinte enquanto a Lotus viveu uma dicotomia entre o oitavo lugar de Nelson Piquet e a não classificação de Satoru Nakajima, caso similar ao de Mônaco. Por outro lado, o italiano Ivan Capelli fraturou o pé esquerdo ao bater sua March na mureta que circunda a pista e os destroços de seu carro atingiram dois mecânicos da Lotus. Por causa disso, Capelli não largará no domingo, abrindo vaga para a Osella de Nicola Larini. Outro efeito disso foi a conversão da March de Maurício Gugelmin no único bólido a correr com uma câmera acoplada graças a um acerto com o todo-poderoso Bernie Ecclestone. Outra batida, no entanto sem maiores consequências, foi a da EuroBrun de Stefano Modena. Sem ameças ao seu tempo, Ayrton Senna aguardou até o fim da sessão quando comemorou sua sexta pole position consecutiva, igualando uma marca vigente desde 1974 quando Niki Lauda foi o primeiro colocado no grid de largada entre o Grande Prêmio dos Países Baixos e o Grande Prêmio da Itália.

### Três vezes Ayrton Senna
Os primeiros metros da prova foram cruciais para determinar seu resultado final, pois neles o austríaco Gerhard Berger saiu em vantagem, mas a força do motor Honda colocou a McLaren de Ayrton Senna adiante da Ferrari de seu rival antes de completarem a primeira volta, mesmo assim Berger chegou a perseguir o brasileiro durante cinco voltas, mas no sexto giro seguinte o piloto da Casa de Maranello foi ultrapassado por Alain Prost que tomou-lhe a vice-liderança após cair para o quinto posto no início da corrida. A essa altura o asfalto começou a rachar tornando perigoso e cheio de detritos qualquer caminho fora do traçado usual sob pena de abandonar a disputa por batida no muro ao redor da pista. Gerhard Berger teve um pneu furado na sexta volta e deixou a porfia, e três giros mais tarde a Ferrari teve outro dissabor quando Michele Alboreto foi abalroado pela Benetton de Alessandro Nanini sendo que este danificou a suspensão do carro e abandonou na volta quatorze.
A essa altura a prova estava nas mãos de Ayrton Senna, Alain Prost e Thierry Boutsen, com as Williams de Nigel Mansell e Riccardo Patrese vindo a seguir, mas entre as voltas dezoito e vinte e seis, os carros do time de Grove ficaram pelo caminho por quebra de motor. Somando-se esse fato aos infortúnios dos demais competidores, quem assistiu à corrida viu Andrea de Cesaris na quarta posição e pôde acompanhar a disputa entre a March de Maurício Gugelmin e a Lotus do tricampeão Nelson Piquet, superado por seu compatriota na décima quinta volta pelo lado externo da curva Autolite numa manobra festejada por Ivan Capelli, que estava no paddock amparado por muletas. Recompensado com o quinto lugar após os abandonos de Nigel Mansell, Riccardo Patrese e Derek Warwick, os brios de Gugelmin contrastavam com o mau momento de Piquet, ultrapassado por Pierluigi Martini, Alex Caffi e outros menos cotados antes de trocar os pneus, todavia o regresso do brasileiro à pista foi desastroso, pois ele derrapou na pista ao sair dos boxes e abandonou a corrida na volta vinte e seis. Quanto a Maurício Gugelmin, seu carro ficou pelo caminho por quebra de motor na volta 34 quando ele estava em quinto, frustrando suas chances de pontuar.
Ciente do desgaste de pneus em seus carros, a McLaren determinou a Ayrton Senna e Alain Prost que fizessem um pit stop e nisso Prost retardou a parada o máximo possível, contudo ele foi aos boxes antes de Senna. O brasileiro aumentou sua vantagem sobre o rival para 47 segundos na volta quarenta, mas o temor de um erro manteve Ayrton Senna concentrado até a bandeirada. "Mantive a maior concentração o tempo todo, para evitar o que me aconteceu aqui em 1985 ou o erro bobo que cometi em Mônaco", disse ele ao final da corrida. Com a vitória encaminhada, Senna reduziu o ritmo e cruzou a linha de chegada 38 segundos adiante de Prost, aliás, os pilotos de Ron Dennis foram os únicos a terminar a corrida na mesma volta e como Thierry Boutsen chegou em terceiro com a Benetton, repetiu-se o pódio do Grande Prêmio do Canadá. Nas posições seguintes tivemos Andrea de Cesaris em quarto lugar, marcando os primeiros pontos da Rial, uma façanha para quem veio da pré-classificação, Jonathan Palmer foi o quinto após trocar o bico de sua Tyrrell na primeira volta, enquanto Pierluigi Martini finalizou em sexto, marcando o primeiro ponto de sua carreira, bem como da Minardi.
Ayrton Senna terminou o Grande Prêmio de Detroit com três vitórias em sete edições da prova firmando-se ainda como vice-líder do mundial de pilotos com 33 pontos contra 45 pontos de Alain Prost, números que solidificam a McLaren como líder do campeonato de construtores com 78 pontos, quase o triplo da Ferrari, segunda colocada com 27 pontos. Sobre a corrida em Detroit, a mesma deixou o calendário da Fórmula 1, mas foi integrada ao calendário da Champ Car e da IndyCar Series mantendo o nome de Grande Prêmio de Detroit, transferido para Belle Isle Park com o passar dos anos. Por outro lado, Bernie Ecclestone assegurou a continuidade da Fórmula 1 nos Estados Unidos ao pactuar com o Circuito de Rua de Phoenix.

## Classificação da prova

### Pré-classificação
| Pos. | Nº | Piloto            | Construtor    | Tempo    | Dif.    |
| ---- | -- | ----------------- | ------------- | -------- | ------- |
| 1    | 36 | Alex Caffi        | Dallara-Ford  | 1:46.280 | —       |
| 2    | 33 | Stefano Modena    | EuroBrun-Ford | 1:46.522 | + 0.242 |
| 3    | 32 | Oscar Larrauri    | EuroBrun-Ford | 1:46.650 | + 0.370 |
| 4    | 22 | Andrea de Cesaris | Rial-Ford     | 1:46.709 | + 0.429 |
| DNPQ | 31 | Gabriele Tarquini | Coloni-Ford   | 1:47.312 | + 1.032 |

### Treinos oficiais
| Pos.   | Nº | Piloto             | Equipe          | Q1       | Q2       | Diferença |
| ------ | -- | ------------------ | --------------- | -------- | -------- | --------- |
| 1      | 12 | Ayrton Senna       | McLaren-Honda   | 1:40.606 | 1:41.719 | —         |
| 2      | 28 | Gerhard Berger     | Ferrari         | 1:42.283 | 1:41.464 | + 0.858   |
| 3      | 27 | Michele Alboreto   | Ferrari         | 1:43.925 | 1:41.700 | + 1.094   |
| 4      | 11 | Alain Prost        | McLaren-Honda   | 1:42.019 | 1:43.420 | + 1.413   |
| 5      | 20 | Thierry Boutsen    | Benetton-Ford   | 1:45.718 | 1:42.690 | + 2.084   |
| 6      | 5  | Nigel Mansell      | Williams-Judd   | 1:43.458 | 1:42.697 | + 2.091   |
| 7      | 19 | Alessandro Nannini | Benetton-Ford   | 1:43.117 | 1:45.345 | + 2.511   |
| 8      | 1  | Nelson Piquet      | Lotus-Honda     | 1:44.352 | 1:43.314 | + 2.708   |
| 9      | 17 | Derek Warwick      | Arrows-Megatron | 1:44.614 | 1:43.799 | + 3.193   |
| 10     | 6  | Riccardo Patrese   | Williams-Judd   | 1:43.810 | 1:45.016 | + 3.204   |
| 11     | 14 | Philippe Streiff   | AGS-Ford        | 1:44.204 | 1:44.743 | + 3.598   |
| 12     | 22 | Andrea de Cesaris  | Rial-Ford       | 1:45.866 | 1:44.216 | + 3.610   |
| 13     | 15 | Maurício Gugelmin  | March-Judd      | 1:44.474 | 1:53.243 | + 3.868   |
| 14     | 30 | Philippe Alliot    | Lola-Ford       | 1:44.590 | 3:40.532 | + 3.984   |
| 15     | 18 | Eddie Cheever      | Arrows-Megatron | 1:45.159 | 1:44.948 | + 4.342   |
| 16     | 23 | Pierluigi Martini  | Minardi-Ford    | 1:47.094 | 1:45.049 | + 4.443   |
| 17     | 3  | Jonathan Palmer    | Tyrrell-Ford    | 1:45.268 | 1:45.662 | + 4.662   |
| 18     | 26 | Stefan Johansson   | Ligier-Judd     | 1:45.275 | 1:47.135 | + 4.669   |
| 19     | 33 | Stefano Modena     | EuroBrun-Ford   | 1:45.304 |          | + 4.698   |
| 20     | 25 | René Arnoux        | Ligier-Judd     | 1:45.437 | 1:47.483 | + 4.831   |
| DNS    | 16 | Ivan Capelli       | March-Judd      | 1:45.546 |          | + 4.940   |
| 21     | 36 | Alex Caffi         | Dallara-Ford    | 1:47.493 | 1:45.750 | + 5.144   |
| 22     | 4  | Julian Bailey      | Tyrrell-Ford    | 1:46.286 | 1:47.801 | + 5.680   |
| 23     | 32 | Oscar Larrauri     | EuroBrun-Ford   | 1:46.390 | 1:48.116 | + 5.784   |
| 24     | 29 | Yannick Dalmas     | Lola-Ford       | 1:46.422 | 1:46.447 | + 5.816   |
| 25     | 24 | Luis Pérez-Sala    | Minardi-Ford    | 1:48.186 | 1:46.593 | + 5.987   |
| 26     | 21 | Nicola Larini      | Osella          | 1:46.623 | 1:51.623 | + 6.017   |
| DNQ    | 2  | Satoru Nakajima    | Lotus-Honda     | 1:47.243 | 1:49.353 | + 6.637   |
| DNQ    | 10 | Bernd Schneider    | Zakspeed        | 1:48.423 | 1:48.249 | + 7.643   |
| DNQ    | 9  | Piercarlo Ghinzani | Zakspeed        | 1:48.925 | 1:48.990 | + 8.319   |
| Fonte: |    |                    |                 |          |          |           |

### Corrida
| Pos.   | Nº | Piloto             | Construtor      | Voltas | Tempo/Diferença  | Grid | Pontos |
| ------ | -- | ------------------ | --------------- | ------ | ---------------- | ---- | ------ |
| 1      | 12 | Ayrton Senna       | McLaren-Honda   | 63     | 1:54:56.035      | 1    | 9      |
| 2      | 11 | Alain Prost        | McLaren-Honda   | 63     | + 38.713         | 4    | 6      |
| 3      | 20 | Thierry Boutsen    | Benetton-Ford   | 62     | + 1 volta        | 5    | 4      |
| 4      | 22 | Andrea de Cesaris  | Rial-Ford       | 62     | + 1 volta        | 12   | 3      |
| 5      | 3  | Jonathan Palmer    | Tyrrell-Ford    | 62     | + 1 volta        | 17   | 2      |
| 6      | 23 | Pierluigi Martini  | Minardi-Ford    | 62     | + 1 volta        | 16   | 1      |
| 7      | 29 | Yannick Dalmas     | Lola-Ford       | 61     | + 2 voltas       | 24   |        |
| 8      | 36 | Alex Caffi         | Dallara-Ford    | 61     | + 2 voltas       | 21   |        |
| 9      | 4  | Julian Bailey      | Tyrrell-Ford    | 59     | Spun Off         | 22   |        |
| Ret    | 24 | Luis Pérez-Sala    | Minardi-Ford    | 54     | Câmbio           | 25   |        |
| Ret    | 30 | Philippe Alliot    | Lola-Ford       | 46     | Semieixo         | 14   |        |
| Ret    | 33 | Stefano Modena     | EuroBrun-Ford   | 46     | Spun Off         | 19   |        |
| Ret    | 27 | Michele Alboreto   | Ferrari         | 45     | Colisão          | 3    |        |
| Ret    | 25 | René Arnoux        | Ligier-Judd     | 45     | Superaquecimento | 20   |        |
| Ret    | 15 | Maurício Gugelmin  | March-Judd      | 34     | Motor            | 13   |        |
| Ret    | 6  | Riccardo Patrese   | Williams-Judd   | 26     | Motor            | 10   |        |
| Ret    | 1  | Nelson Piquet      | Lotus-Honda     | 26     | Spun Off         | 8    |        |
| Ret    | 32 | Oscar Larrauri     | EuroBrun-Ford   | 26     | Câmbio           | 23   |        |
| Ret    | 17 | Derek Warwick      | Arrows-Megatron | 24     | Spun Off         | 9    |        |
| Ret    | 5  | Nigel Mansell      | Williams-Judd   | 18     | Motor            | 6    |        |
| Ret    | 14 | Philippe Streiff   | AGS-Ford        | 15     | Suspensão        | 11   |        |
| Ret    | 19 | Alessandro Nannini | Benetton-Ford   | 14     | Suspensão        | 7    |        |
| Ret    | 18 | Eddie Cheever      | Arrows-Megatron | 14     | Pane elétrica    | 15   |        |
| Ret    | 21 | Nicola Larini      | Osella          | 7      | Motor            | 26   |        |
| Ret    | 28 | Gerhard Berger     | Ferrari         | 6      | Punção           | 2    |        |
| Ret    | 26 | Stefan Johansson   | Ligier-Judd     | 2      | Superaquecimento | 18   |        |
| DNS    | 16 | Ivan Capelli       | March-Judd      |        | Machucado        |      |        |
| DNQ    | 2  | Satoru Nakajima    | Lotus-Honda     |        |                  |      |        |
| DNQ    | 10 | Bernd Schneider    | Zakspeed        |        |                  |      |        |
| DNQ    | 9  | Piercarlo Ghinzani | Zakspeed        |        |                  |      |        |
| DNPQ   | 31 | Gabriele Tarquini  | Coloni-Ford     |        |                  |      |        |
| Fonte: |    |                    |                 |        |                  |      |        |

## Tabela do campeonato após a corrida
| Pos.   | Piloto          | Pontos |
| ------ | --------------- | ------ |
| 1      | Alain Prost     | 45     |
| 2      | Ayrton Senna    | 33     |
| 3      | Gerhard Berger  | 18     |
| 4      | Thierry Boutsen | 11     |
| 5      | Nelson Piquet   | 11     |
| Fonte: |                 |        |

| Pos.   | Construtor      | Pontos |
| ------ | --------------- | ------ |
| 1      | McLaren-Honda   | 78     |
| 2      | Ferrari         | 27     |
| 3      | Benetton-Ford   | 12     |
| 4      | Lotus-Honda     | 12     |
| 5      | Arrows-Megatron | 9      |
| Fonte: |                 |        |

- Nota: Somente as primeiras cinco posições estão listadas. Entre 1981 e 1990 cada piloto podia computar onze resultados válidos por temporada não havendo descartes no mundial de construtores.